# Trachycalymma graminifolium
Trachycalymma graminifolium là một loài thực vật có hoa trong họ La bố ma. Loài này được (Wild) Goyder mô tả khoa học đầu tiên năm 2001.